# Родриго (граф Кастилии)
Родри́го (исп. Rodrigo; умер 4 октября 873) — первый граф Кастилии (850—873) и Алавы (867/868—870). Активный участник Реконкисты и верный вассал королей Астурии Ордоньо I и Альфонсо III Великого. При нём началось расширение Кастильского графства на юг за счёт земель, отвоёванных у мавров.

## Биография

### Происхождение
Происхождение Родриго точно не установлено. Наиболее распространённым является предположение о том, что он был сыном короля Астурии Рамиро I от его второго брака с кастилькой Патерной. Соответственно, Родриго был единокровным братом короля Ордоньо I и графа Эль-Бьерсо и Асторги Гатона. Однако, в этом случае Родриго получил Кастильское графство ещё не достигнув десятилетнего возраста, что целый ряд историков считает маловероятным. Эти исследователи предполагают, что первый граф Кастилии был шурином Ордоньо I, братом его жены Мунии (Муниадонны).

### Получение Кастилии
Традиционно считается, что Родриго был назначен графом Кастилии в 850 году, вероятно, при восхождении на престол Ордоньо I. Целью введения в этих землях института графской власти, в первую очередь, было улучшение управления восточными областями Астурийского королевства, являвшимися важным форпостом в борьбе против мавров. В это временя владения Родриго, носившие название Бардулия, ограничивались небольшой территорией, граница которой проходила на востоке по реке Эбро, на западе достигала Браньосеры, на севере — Кантабрийских гор, а на юге — совпадала с линией укреплений, из которых наиболее крупными были Лоса и Тобалина.
Первое документально подтверждённое свидетельство о Родриго как графе Кастилии относится к 852 году, когда он подтвердил хартию об основании монастыря Сан-Мартин-де-Ферран (в современном Эрране). В период с 853 по 862 год он упоминается в ещё нескольких актах, в основном, связанных с основанием на управляемых им землях новых аббатств.

### Участие в Реконкисте

#### Сражение при Альбельде
С самого начала правления Родриго кастильцы стали принимать активное участие в Реконкисте, значительно активизировавшейся в правление короля Ордоньо I. В 854 году воины из Кастильского графства участвовали во взятии крепости Аро, а несколько позднее в захвате мусульманских укреплений в Сересо, Карриасе и Граньоне. Одновременно, Ордоньо I и Родриго вели на границах с Кордовским эмиратом обширное строительство новых крепостей, среди которых были Фриас и Лантарон.
Первое свидетельство о личном участии графа Родриго в Реконкисте относится к 859 году, когда он был назван одним из участников второго сражения при Альбельде. В нём соединённое астурийско-наваррское войско под командованием королей Ордоньо I и Гарсии I Иньигеса разгромило армию главы мувалладской семьи Бану Каси Мусы II ибн Мусы, владевшего обширными территориями на границе с Астурией и Наваррой. Число погибших мусульман, по разным данным, составило от 10 000 до 20 000 воинов. Сам Муса получил тяжёлые ранения и уже до самой своей смерти в 862 году не предпринимал больших походов против христиан. Крепость Альбельда, одно из основных укреплений мавров в мусульманско-христианском пограничьи, была разрушена.

#### Заселение Амайи

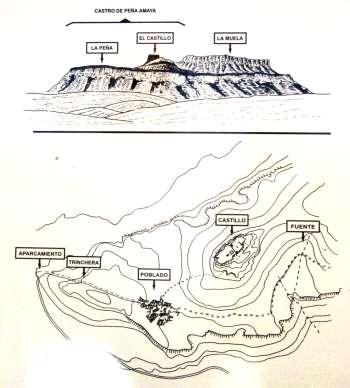
Реконструкция крепости Амайя

В 860 году граф Родриго повторно заселил город Амайя, пустовавший со времён арабского завоевания Пиренейского полуострова. Значительную часть переселенцев, по свидетельствам исторических источников, составляли мосарабы, бежавшие в Королевство Астурия от преследований, которым они подвергались в Кордовском эмирате. Заселив Амайю, Родриго положил начало расширению территории Кастильского графства на юг. Вдоль новой границы с владениями мавров началось строительство крепостей, ставших основой для возникновения современных городов Урбель-дель-Кастильо, Кастиль-де-Пеонес, Морадильо-де-Сенадо и Вильяфранка-Монтес-де-Ока.

#### События 863—867 годов
В 863 году граф Родриго захватил и разграбил принадлежавшее Кордовскому эмирату селение Порт-де-Сомосьерра, а при взятии кастильцами крепости Таламанка-де-Харама, были пленены, но вскоре отпущены, здешний вали Мурзук и его жена. Одновременно король Ордоньо I разорил Корию.
Эти успехи христиан вызвали ответные действия со стороны правителя Кордовы Мухаммада I: в этом же году по приказу эмира его сын Абд ар-Рахман и военачальник Абд аль-Малик бен Аббас совершили поход в Алаву и Кастилию. Войско мусульман разорило приграничные земли Астурийского королевства, разрушив несколько крепостей и убив множество мирных жителей. Граф Родриго попытался преградить маврам обратный путь, перекрыв ущелье около Панкорбо, но, благодаря обходному манёвру, Абд ар-Рахману и Абд аль-Малику удалось нанести кастильцам тяжёлое поражение. По свидетельству испано-мусульманского историка Ибн Идари, как в битве, так и при отступлении христиане понесли тяжёлые потери, включая 19 графов. Спастись удалось лишь немногим кастильцам, в том числе и Родриго.
В 865 году войско мавров, состоявшее из 20 000 воинов, во главе с Абд ар-Рахманом и Абд аль-Маликом бен Аббасом вновь вторглось во владения Родриго. Мавры захватили те из кастильских пограничных крепостей, которые уцелели после похода 863 года, в том числе и некую Bordjia, принадлежавшую графу Гундисальво (или Гонсало), которую некоторые историки идентифицируют с Бургосом. После этого Абд ар-Рахман и Абд аль-Малик нанесли новое поражение графу Кастилии в кровопролитном сражении при Ла-Моркуэре (около Аньяны). Несмотря на то, что христианские воины первые атаковали мусульман, они, не сумев нарушить их боевого порядка, обратились в бегство и бо́льшей частью погибли при отступлении. После этого, оставив в крепостях Панкорбо, Сересо-де-Рио-Тирон, Ибрильос и Граньон мусульманские гарнизоны, войско мавров возвратилось во владения Кордовского эмирата. Эти поражения настолько подорвали военную силу Кастилии и Алавы, что когда в 866 году Абд ар-Рахман в очередной раз совершил нападение на земли этих графств, дойдя до Валье-де-Мены, христиане не оказали ему никакого сопротивления, по сообщению историка ал-Алатира, даже не сумев собрать необходимого для этого войска.
В 867 году другой сын эмира Мухаммада I, ал-Хакам, снова разорил кастильские и алавские земли, однако при приближении графа Родриго с астурийским войском ушёл во владения мусульман, так и не вступив в бой. В этом же году Кордовский эмират столкнулся с серьёзными внутренними трудностями, продолжавшимися полтора десятилетия. Это позволило кастильцам ещё до смерти графа Родриго возвратить себе контроль над крепостями Ла-Буреба, Панкорбо (в 870 году) и Сересо-де-Рио-Тирон, а алавцам овладеть Сельориго.

### Подавление мятежей

#### Мятеж Фруэлы Бермудеса
Король Ордоньо I скончался 27 мая 866 года. Новым монархом по праву наследования должен был стать его старший сын Альфонсо III, находившийся в момент смерти отца в Сантьяго-де-Компостеле. Однако почти сразу же против Альфонсо вспыхнул мятеж, возглавленный графом Луго Фруэлой Бермудесом. Восставшие захватили столицу государства, Овьедо, где Фруэла был провозглашён новым правителем Астурийского королевства. Успехи мятежников заставили Альфонсо III бежать в Кастилию, знать которой считала его законным наследником престола. Быстро собрав войско, кастильцы под командованием графа Родриго выступили в поход, во время которого нанесли поражение войску сторонников графа Фруэлы Бермудеса. После этого Альфонсо смог беспрепятственно возвратиться в Овьедо, где 25 декабря состоялась его коронация. Граф Родриго лично присутствовал на этой церемонии и вместе с другими представителями кастильской знати принёс новому монарху клятву верности.
Оказание новому монарху столь важной услуги, как возвращение престола, сделало графа Кастилии одним из наиболее приближённых к Альфонсо III лиц. Это положение Родриго сохранял до самой своей смерти.

#### Мятеж графа Эглиона
Зиму 866/867 годов Родриго провёл при дворе короля Астурии, однако уже вскоре он должен был возвратиться в Кастилию, чтобы отразить новый набег мавров на подвластные ему земли. В это же время в Алаве против Альфонсо III поднял восстание граф Эглион (или Эйло). Родриго возглавил подавление этого мятежа. Исторические источники ничего не сообщают о ходе военных действий, но свидетельствуют, что к 868 году мятежники примирились с королём.
В награду за верность Альфонсо III передал власть над Алавой графу Кастилии, который назначил алькальдом своих новых владений Саррасина Муньеса. Родриго управлял Алавой до 870 года, когда её новым графом был назначен Вела Хименес. Несмотря на это, правитель Кастилии сохранил за собой все свои обширные личные владения, которые он имел в алавских землях.

### Последние годы
О последних годах жизни графа Родриго известно очень мало. Последний подписанный им документ датирован 18 апреля 873 года. Вскоре после этого, 4 октября, Родриго скончался. Новым правителем Кастилии стал, с согласия короля Альфонсо III Великого, единственный сын умершего графа, Диего Порселос. Переход Кастилии к Диего стало первым в истории Астурийского королевства наследованием графства по праву кровного родства.

### Семья
Имя жены графа Родриго неизвестно. Детьми от этого брака были:
- Диего Родригес Порселос (умер около 885) — граф Кастилии (873 — около 885).
- дочь — замужем за графом Кастилии Муньо Нуньесом (умер после 910).